# 巴塘県
巴塘県（はとう-けん、バタン、'ba' thang）は中国四川省カンゼ・チベット族自治州西部に位置する県。東は郷城県と理塘県、南は得栄県、北は白玉県に接し、西は金沙江を隔ててチベット自治区と雲南省に接する。

## 地理
バタンはチベット高原に位置し、東の県境には沙魯里山脈が走る。最高峰は6,060mに達し、その他にも5,000m級の高い峰が連なる。最低点は峡谷の底にあたる県の南西角で海抜2,240m。県の北東部は高原の上の草原にあたり、中部と北西部と南部は高山と峡谷があり起伏が激しい。地震の多い地域であり、1870年には巨大地震（巴塘地震）が起きている。

## 民族
バタンの総人口5万人のほとんどは農業に従事し、チベット族が人口の8割以上を占める。ほかには漢族、ナシ族、イ族、回族、羌族など。バタンには康寧寺など有力な寺院が多数ある。

## 行政区画
| 区分 | 数 | 名称                                                                |
| ---- | -- | ------------------------------------------------------------------- |
| 鎮   | 5  | 夏邛 中咱 措拉 甲英 地巫                                            |
| 郷   | 12 | 拉哇 竹巴龍 蘇哇龍 昌波 亜日貢 波密 莫多 松多 波戈渓 茶洛 列衣 徳達 |

## 交通

### 道路
国道
- G318国道

## 健康・医療・衛生
- 巴塘県人民医院